# Theristria tillyardi
Theristria tillyardi is een insect uit de familie van de Mantispidae, die tot de orde netvleugeligen (Neuroptera) behoort. 
Theristria tillyardi is voor het eerst wetenschappelijk beschreven door Handschin in 1935.